# Stein 2051
Stein 2051 is een meervoudige ster met drie componenten in het sterrenbeeld Giraffe op 18 lichtjaar van de zon. De ster bestaat uit een rode dwerg (Component A) en een witte dwerg (Component B). Stein 2051A blijkt op zijn beurt een binair systeem te zijn dat bestaat uit ofwel twee bijna identieke dwergen (0,5 M☉) of een rode dwerg (0,7 M☉) met een nog kleinere begeleider (0,02 M☉). Stein 2051B is sterk afgekoeld en waarschijnlijk meer dan 4 miljard jaar oud
In 2017 passeerde Stein 2051B een verre achtergrondster. Uit het afbuigen van het licht van de achtergrondster door het zwaartekrachtsveld van Stein 2051B kon de massa van de witte dwerg bepaald worden op 0,675 ± 0,051 M☉.